# Синьопетнист лентоопашат скат
Taeniura lymma е вид хрущялна риба от семейство Dasyatidae. Видът е почти застрашен от изчезване.

## Разпространение
Разпространен е в Австралия, Американска Самоа, Бахрейн, Вануату, Виетнам, Еритрея, Йемен, Индия, Индонезия, Катар, Кения, Мавриций, Мадагаскар, Малайзия, Мианмар, Мозамбик, Ниуе, Нова Зеландия, Нова Каледония, Обединени арабски емирства, Оман, Остров Норфолк, Острови Кук, Пакистан, Папуа Нова Гвинея, Питкерн, Самоа, Саудитска Арабия, САЩ (Хавайски острови), Сейшели, Сингапур, Соломонови острови, Сомалия, Судан, Тайланд, Танзания, Токелау, Тонга, Тувалу, Уолис и Футуна, Фиджи, Филипини, Френска Полинезия, Шри Ланка и Южна Африка.